# Kende Géza (festő)
Kende Géza (Nagybecskerek, 1889. január 5. – Los Angeles, Kalifornia, 1952.) magyar festőművész, képzőművész.

## Életútja
Festőművészeti tanulmányokat 1904-1905-ben Budapesten az Iparművészeti-, majd a Képzőművészeti Főiskolán folytatott, továbbképezte magát Bécsben, Münchenben, Rómában és Párizsban. Fő erénye a portréfestészet és az alakos kompozíció, de festett csendéleteket is. Festményeivel 1908-tól szerepelt a Műcsarnok és a Nemzeti Szalon kiállításain.
Az első világháború után, 1921-ben kivándorolt az Amerikai Egyesült Államokba. Buffalóban (New York) telepedett le. A helyi magyar egyházi közösség megrendelésére elkészítette Petőfi Sándor mellszobrát, amelyet 1929-ben avattak fel. A buffalói magyar templomban Petőfi arcképe látható, a Los Angeles-i Szent István templom számára megfestette Szent István a pogányok között című falképet.

## Művei közgyűjteményekben
A Magyar Nemzeti Galéria két csendéletét őrzi.